# Byrsonima crassifolia
Byrsonima crassifolia är en tvåhjärtbladig växtart som först beskrevs av Carl von Linné, och fick sitt nu gällande namn av Carl Sigismund Kunth. Byrsonima crassifolia ingår i släktet Byrsonima och familjen Malpighiaceae. Inga underarter finns listade i Catalogue of Life.

## Bildgalleri

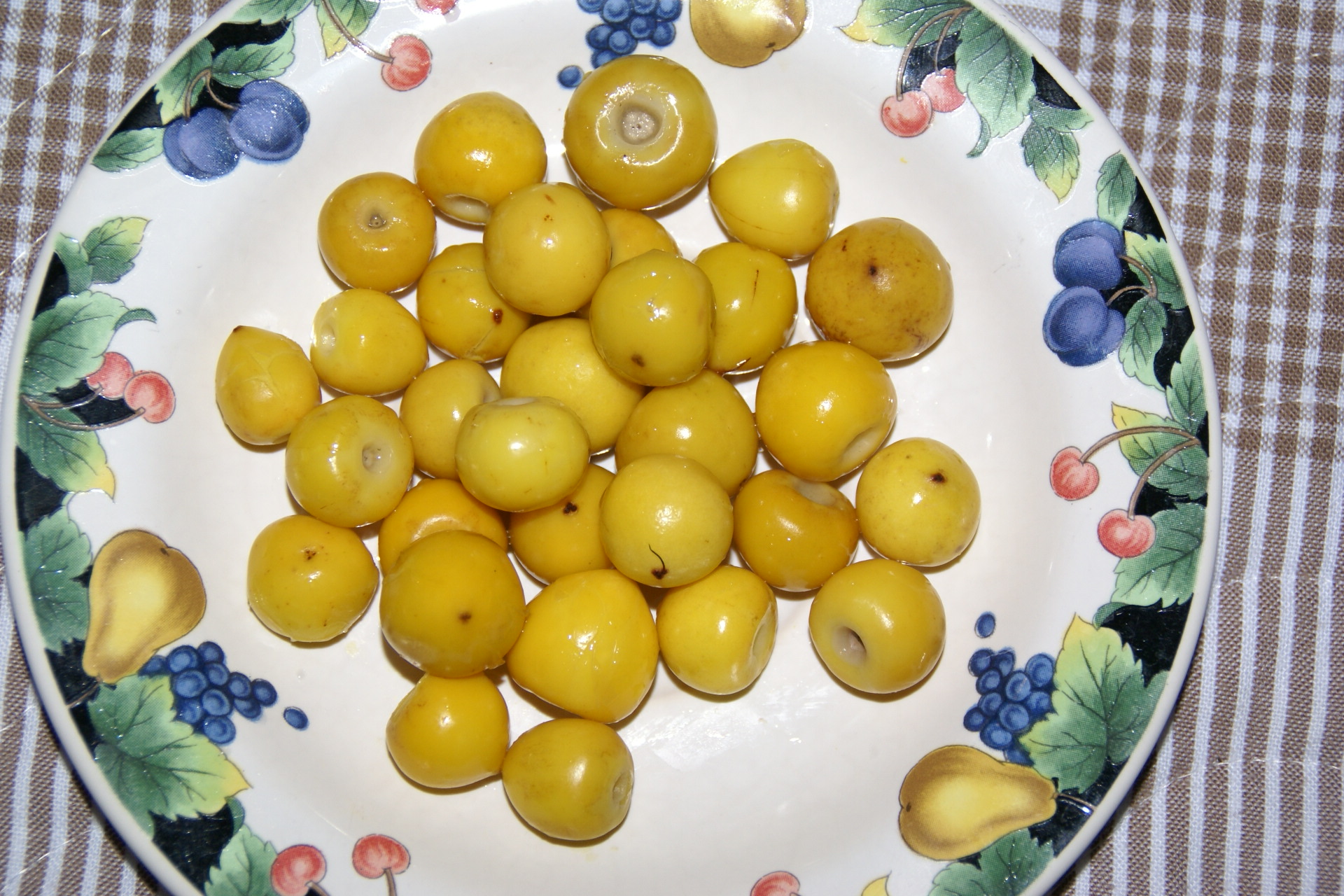